# Ride Like the Wind
"Ride Like The Wind" este un cântec compus și înregistrat de muzicianul american Christopher Cross. A fost lansat în februarie 1980 ca principala piesă extrasă de pe albumul Christopher Cross, câștigător al unui Premiu Grammy. A ajuns pe locul al doilea în clasamentele americane, după melodia "Call Me a formației Blondie. Pe filele interioare ale albumului, Christopher Cross i-a dedicat acest cântec lui Lowell George, fost component al formației Little Feat, care a murit în 1979. Backing vocalul este asigurat de Michael McDonald, alături de solo-ul lui Cross. A fost remixat de mai mulți artiști.
Piesa spune povestea unui fugar în drum spre Mexic. Povestea nu iese în evidență în radio-ul modern, dar instrumenația precisă și backing vocalul clar și pronunțat au făcut din această piesă un mare hit. Conform lui Cross, ea este un fel de „Western romanticizat în care tipul rău scapă.” Relatată la persoana I, ea descrie felul în care un nelegiuit, condamnat pentru mai multe crime la pedeapsa cu moartea prin spnzurare, trebuie să „fugă ca vântul” pentru a ajunge la „granița Mexicului” pentru a nu fi prins de autorități.
În 1999, publicația satirică „The Onion” a publicat un articol cu titlul „Christopher Cross a ajuns în sfârșit la granița mexicană”, făcând referire la acest cântec. Cross l-a apreciat.

## Clasamente
| Clasament (1980)                         | Poziție de vârf |
| ---------------------------------------- | --------------- |
| Canada Top Singles (RPM)                 | 3               |
| Noua Zeelandă (Recorded Music NZ)        | 31              |
| UK Singles (The Official Charts Company) | 69              |
| U.S. Billboard Hot 100                   | 2               |
| U.S. Billboard Adult Contemporary        | 24              |

## Alte variante
Freddie Hubbard a înregistrat un cover după această melodie în albumul său din 1982, Ride Like The Wind; la fel și Taka Boom pe albumul Boomerang din 1983. Formația britanică de heavy metal Saxon a înregistrat un cover pentru albumul Destiny, din 1988; formația britanică de heavy metal Speeed a remixat melodia pentru albumul Powertrip Pigs din 1999; cântărețul norvegian de heavy metal Jorn l-a înregistrat pentru albumul Bring Heavy Rock to the Land din 2012. Pe 30 martie 2013 DJ-ul belgian Laurent Wéry lansează un remix al cărui solist a fost Joss Mendosah. Melodia s-a clasat pe locul al douăzeci și șaselea în clasamentul belgian Ultratop 50 Flandra. În 2013, cântecul a fost interpretat de Robin Thicke și Ron Burgundy (Will Ferrell) pentru filmul Anchorman 2: The Legend Continues (coloana sonoră include și cântecul original, care este redat la începutul filmului). Pentru a promova filmul, Cross și Ferrell au interpretat cântecul împreună în direct la emisiunea Jimmy Kimmel Live.

## Varianta East Side Beat
În 1991, grupul italian de muzică dance East Side Beat a remixat "Ride Like The Wind" într-un stil tipic muzicii dance ai anilor '90. Au fost făcute cinci remixuri.

### Variante
7" single
1. "Ride Like the Wind" (Factory Edit) – 3:58
2. "Ride Like the Wind" (Subway Mix) – 4:09

CD single
1. "Ride Like the Wind" (Factory Edit) – 3:58
2. "Ride Like the Wind" (Factory Mix) – 5:51
3. "Ride Like the Wind" (piano version) – 5:32
4. "Ride Like the Wind" (Oceanic Remix) – 5:22
5. "Ride Like the Wind" (Subway Mix) – 4:00

### Clasamente
| Clasament (1991/1992)                    | Poziție de vârf |
| ---------------------------------------- | --------------- |
| Austria (Ö3 Austria Top 40)              | 29              |
| Belgia (Ultratop 50 Flanders)            | 4               |
| Franța (SNEP)                            | 12              |
| Germania (Media Control Charts)          | 24              |
| Ireland (IRMA)                           | 4               |
| Olanda (Dutch Top 40)                    | 6               |
| Elveția (Schweizer Hitparade)            | 23              |
| UK Singles (The Official Charts Company) | 3               |

## Legături externe
- Versurile complete ale acestei piese pe MetroLyrics